# ノチェーラ・ウンブラ
ノチェーラ・ウンブラ（伊: Nocera Umbra）は、イタリア共和国ウンブリア州ペルージャ県にある、人口約5,500人の基礎自治体（コムーネ）。

## 地理

### 位置・広がり

#### 隣接コムーネ
隣接するコムーネは以下の通り。括弧内のANはアンコーナ県、MCはマチェラータ県所属を示す。
- アッシージ
- ファブリアーノ (AN)
- フィウミナータ (MC)
- フォリーニョ
- グアルド・タディーノ
- セッラヴァッレ・ディ・キエンティ (MC)
- ヴァルファッブリカ
- ヴァルトピーナ

### 気候分類・地震分類
ノチェーラ・ウンブラにおけるイタリアの気候分類 (it) および度日は、zona E, 2318 GGである。
また、イタリアの地震リスク階級 (it) では、zona 2 (sismicità media) に分類される。

## 行政

### 分離集落
ノチェーラ・ウンブラには、以下の分離集落（フラツィオーネ）がある。
- Acciano, Africa, Aggi, Bagnara, Bagni, Bandita, Boschetto, Capannacce, Casaluna, Casa Paoletti, Case, Case Basse, Castiglioni, Castrucciano, Catecuccio, Cellerano, Ceresole, Colle, Collecroce, Colpertana, Colsaino, Gaifana, Grillo, Isola, La Costa, Lanciano, Largnano, Le Cese, Le Molina, Le Prata, Maccantone, Mascionchie, Molinaccio, Montecchio, Mosciano, Mugnano, Nocera Scalo, Pettinara, Ponte Parrano, Salmaregia, Schiagni, Sorifa, Stravignano, Villa Postignano, Ville Santa Lucia

## 姉妹都市
- フロジノーネ、イタリア - 2010年
- ガビッチェ・マーレ、イタリア - 2011年